# إريك كسنجر
إريك كسنجر (بالإنجليزية: Eric Kissinger)‏ هو لاعب كرة قدم أمريكي في مركز الدفاع، ولد في 2 أغسطس 1986 في إنديانابوليس في الولايات المتحدة. لعب مع Dayton Dutch Lions ‏.